# Міжнародна конвенція про боротьбу з актами ядерного тероризму
Міжнаро́дна конве́нція про боротьбу́ з а́ктами я́дерного терори́зму — юридично обов'язкова для держав-учасниць міжнародна угода, яка спрямована на криміналізацію актів ядерного тероризму та сприяння співпраці між поліцією та судами для запобігання, розслідування та покарання за такі дії.
Конвенцію підписано від імені України 14 вересня 2005 року, ратифіковано Законом України від 15 березня 2006 року № 3533-IV та набула чинності для України 25 жовтня 2007 року.